# 부산광역시과학교육원
부산광역시과학교육원(釜山廣域市科學敎育院, Busan Institute of Science Education)은 부산광역시 내의 초·중·고등학교 과학기술교육 내실화를 위한 사업과 학생교육, 교원연수, 과학교육 연구활동을 지원하고 시민생활의 과학화에 기여하고자 부산광역시교육청 산하에 설치된 직속기관이다.
원장은 교육연구관으로 보한다.

## 연혁
- 1986년 3월 1일: 부산직할시학생과학관 설치
- 1990년 7월 12일: 부산직할시과학교육원으로 변경
- 1995년 1월 1일: 부산광역시과학교육원으로 변경
- 1999년 1월 1일: 부산광역시교육연구원으로 흡수
- 2004년 3월 1일: 부산광역시과학교육원 재설치

## 조직
원장
- 교육연수부
- 전시체험부
- 총무부

### 산하 기관
- 부산과학체험관